# Gornja Slabinja
Gornja Slabinja (szerbül: Горња Слабиња), falu Bosznia-Hercegovinában, Bosanska krajina területén, Kostajnica községben, a Szerb Köztársaságban. 

## Fekvése
Bosznia-Hercegovina északnyugati részén, Banja Lukától légvonalban 66, közúton 84 km-re északnyugatra, községközpontjától légvonalban 5, közúton 8 km-re délkeletre, 330 – 380 méteres tengerszint feletti magasságban, a Gornji-fennsík területén fekszik. Dombos terület, melyet kisebb vízfolyások, erdők, tisztások szabdalnak. Ez a dombos terület erdőkben gazdag (melyből kiemelkednek a gesztenyeerdők). Falusias, szétszórt típusú település.

## Népessége
| Nemzetiségi csoport | Népesség 1991 | Népesség 2013 |
| ------------------- | ------------- | ------------- |
| Szerb               | 154           | 105           |
| Bosnyák             | 0             | 0             |
| Horvát              | 0             | 0             |
| Jugoszláv           | 0             | 0             |
| Egyéb               | 1             | 0             |
| Összesen            | 154           | 106           |

## Története
A település 1878-ig tartozott az Oszmán Birodalomhoz, ekkor a berlini kongresszus határozata alapján az Osztrák-Magyar Monarchia része lett. 1879-ben az első osztrák-magyar népszámlálás során a Kostajnicai járáshoz tartozó Slabinja község részeként a településnek 133 háztartása és 867 ortodox szerb lakosa volt. 1910-ben a Kostajnicai járásba tartozó Slabinja községben 126 háztartást, 985 ortodox szerb, 2 muszlim és 2 katolikus lakost találtak.A monarchia szétesésével 1918-ben előbb a Szerb-Horvát-Szlovén Királyság, majd 1929-től a Jugoszláv Királyság része. 1921-ben Slabinja községnek 145 háztartása és 1090 lakosa volt. Jugoszlávia megszállása után a falu a Független Horvát Állam (NDH) része lett. 1945-től a település a szocialista Jugoszlávia része volt. A Bosznia-Hercegovinában zajló polgárháború idején a település a Boszniai Szerb Köztársaság része volt. A daytoni békeszerződést követő területfelosztásnál a település, Kostajnica község részeként a Szerb Köztársaság területéhez került.

## Gazdaság
A terület fő gazdasági tevékenysége a mezőgazdaság. A földművelés (kukorica és búza) és az állattenyésztés (tehén és juh) mellett a gyümölcstermesztés (alma és málna) a meghatározó.

## Sport
Gornja Slabinja minden évben húsvéti húsvéti teremfoci tornát rendez.

## Fordítás
- Ez a szócikk részben vagy egészben  a(z)   Горња Слабиња című szerb Wikipédia-szócikk ezen változatának fordításán alapul.  Az eredeti cikk szerkesztőit annak laptörténete sorolja fel. Ez a jelzés csupán a megfogalmazás eredetét és a szerzői jogokat jelzi, nem szolgál a cikkben szereplő információk forrásmegjelöléseként.